# Mathieu Muller
Pour les articles homonymes, voir Muller.
Mathieu Muller, né le 13 août 1895 à Diemeringen (Alsace-Lorraine, Empire allemand) et mort le 8 juillet 1979 à Jérusalem, est une figure communautaire du judaïsme français. Président de la branche française de l’Agoudat Israel,, il collabore activement avec le diplomate George Mantello pour sauver des Juifs durant la Shoah.

## Éléments biographiques
Mathieu (Meir) Muller nait le 13 août 1895 à Diemeringen, dans l'Alsace-Lorraine annexée alors à l'Empire allemand. Son père est Isaac Muller et sa mère Clémentine Muller. Issu d’une famille observante, il épouse Alice (Rachel) Bauer, née le 25 novembre 1903 à Avignon (Vaucluse) ; ils auront ensemble cinq filles : Florine Klein, Miryam Gross (épouse du philosophe franco-israélien Benjamin Gross (1925-2015), Judith Schwarztman (épouse du rabbin Berl Schwartzman), Edith Bloch (épouse du Docteur Daniel Bloch de Paris et Jérusalem) et Noémie Schönthal (épouse du rabbin Ori Schönthal).
La sœur d'Alice Bauer, Suzanne, a épousé le rabbin Robert Meyers.
Membre du conseil d'administration de la synagogue Adas Yereim dirigée par le rabbin Elie Munk, Mathieu Muller établit sa réputation comme avocat lors d'un procès en diffamation hautement médiatisé contre le propagandiste nazi Julius Streicher.

### Les années de guerre
En 1939 ou 1940, la famille Muller quitte Paris pour Blancheface, située loin de toute voie ferrée, puis les Pyrénées, à dix kilomètres de la frontière espagnole. En novembre 1942, ils passent clandestinement la frontière suisse. Internés dans un camp à Genève jusqu’en février 1943, ils s’établissent à Mosbad, un village dans les Alpes.
Figure communautaire, Mathieu Muller s’efforce de venir en aide à ses coreligionnaires demeurés en France. Il collecte quelque 5 000 judaica (principalement des livres de prière et autres objets rituels) afin de les faire distribuer aux internés du camp de Gurs et du camp des Milles et entre en contact avec George Mantello, un Juif transylvanien travaillant comme premier secrétaire du consul du Salvador. Ensemble, ils produisent des certificats de citoyenneté salvadorienne qui, bien que techniquement illégaux, préservent au moins partiellement leurs détenteurs de la déportation.

### Après la Seconde Guerre mondiale
La famille Muller retourne à Paris après la guerre et Mathieu reprend ses activités communautaires habituelles. Avec Edmond Weill il crée en 1954 le Merkaz de Montmartre,,, une association culturelle, éducative, et de loisir au 42 rue des Saules dans le 18e arrondissement de Paris.
Il décède à Jérusalem, en Israël, le 8 juillet 1979, à l'âge de 83 ans.